# Irving Penn
Pour les articles homonymes, voir Penn.
Irving Penn, né le 16 juin 1917 à Plainfield dans le New Jersey et mort le 7 octobre 2009 à Manhattan,, est un photographe américain, considéré comme un très grand photographe de mode, de beauté, et également célèbre pour ses portraits et ses natures mortes. 
Il est le frère du cinéaste Arthur Penn et le mari de Lisa Fonssagrives.

## Biographie
Né le 16 juin 1917 à Plainfield dans le New Jersey, Irving Penn est issu d'une famille juive d'origine russe. Il étudie au Pennsylvania Museum and School of Industrial Art de 1934 à 1938. Il apprend le design au côté d'Alexey Brodovitch, un émigré russe, directeur artistique au Harper’s Bazaar et travaille comme son assistant lorsque ce dernier travaille pour Saks Fifth Avenue.
Il achète son premier appareil photo en 1938, un Rolleiflex, avec de l’argent obtenu à la suite de publications de dessins dans le magazine du Harper's Bazaar. La même année, et jusqu’en 1941, il travaille en tant que directeur artistique pour le magazine 
En 1941, il se rend au Mexique pour peindre, mais étant déçu de sa production, il la détruisit puis retourna à New York un an plus tard. À son retour à New York, il est embauché par le directeur artistique de Vogue, Alexander Liberman. C’est là qu’il fait sa première photographie en couleur ; il s'agit d’une nature morte qui devint la couverture du magazine du 1er octobre 1943. Irving Penn considère ce tournant comme le début de sa carrière en tant que photographe professionnel.
De 1944 à 1945, il quitte Vogue pour servir comme bénévole dans l’American Field Service, avant de revenir au magazine, en 1946, où il entreprend alors de longues séries de portraits de personnalités de l’époque.
Il voyage en 1948 dans de nombreux pays pour le magazine, la France, l’Italie, l’Espagne et le Pérou.
De 1949 à 1950, il réalise sa première série de nus. En 1950, Alexander Liberman l'envoie à Paris pour assister aux « collections » des couturiers parisiens. Il se sent mal à l'aise au milieu de la foule des photographes et des rédacteurs qui se pressent dans ces rendez-vous mondains. Il préfère travailler au calme, dans un studio en éclairage naturel. Il installe un atelier dans un ancien bâtiment de la rue de Vaugirard, sans eau courante ni électricité, dans lequel il fait poser les mannequins devant un rideau de théâtre en guise de fond neutre.
Il y réalise de nombreuses photographies de mode, mettant notamment en scène le modèle suédois Lisa Fonssagrives, une ancienne danseuse douée d’un grand sens de la pose, qui l'a accompagné depuis New York. Leur complicité, que l'on peut percevoir dans le regard de Lisa, donne naissance à une suite d'images remarquables, qui paraissent dans Vogue, dans les numéros de septembre et octobre 1950, et assoient sa notoriété comme photographe de mode. Peu après, Lisa Fonssagrives deviendra sa femme.
Il achève sa série des petits métiers en 1951, série emblématique de son travail, dans laquelle il a photographié des travailleurs avec les attributs liés à leur métier, en studio. Il a fait trois séries de petits métiers, une à Paris, une à Londres et une à New York.
En 1952, il déplace son studio au 80 West 40th Street, et commence la publicité en plus de son travail éditorial. Cette même année, il a un fils, Tom. Il publie son premier livre, Moments Preserved, en 1960, tout en continuant la photographie de mode pour Vogue, pour lequel il voyage en Crète et au Japon. Il tente des expériences pour développer une méthode assez complexe de développement au platine et au palladium.
En 1967, Irving Penn construit un studio portable à l’aide d’une tente pour pouvoir photographier en studio pendant ses voyages. Il entreprend une série de voyages, au Bénin, au Népal, au Cameroun, en Nouvelle-Guinée et au Maroc.
Dans les années 1970, il réalise ses séries Cigarettes, Street Material et Archéologie.
Dans les dernières années de sa vie, Irving Penn offre successivement son œuvre à de grandes institutions tout en continuant à photographier et à être publié dans Vogue. Il meurt chez lui à l'âge de 92 ans en 2009.

### Vogue
Recruté par Alexander Liberman pour intégrer l'équipe des photographes de Vogue, il fait sa première couverture du magazine, une nature morte, en 1943. C'est à partir de ce moment-là que ses photographies paraissent régulièrement dans Vogue (160 couvertures en cinquante ans) et dans d'autres magazines. 

### Les petits métiers
C'est pour Vogue, grâce à Edmonde Charles-Roux, qu'il commence sa célèbre série de portraits, Small trades (« Les petits métiers »). Les premiers paraîtront dans Vogue France en juin 1951[précision nécessaire]. C'est l'écrivain et spécialiste des bas-fonds Robert Giraud, également camarade de Robert Doisneau, qui recrute pour Penn les différents modèles parisiens de cette série dont la suite sera réalisée à Londres et à New York. Les 216 photos de cet ensemble sont exposées entre septembre 2009 et janvier 2010 au Getty Museum de Los Angeles. Par la suite, une centaine de tirages sont exposés à la Fondation Cartier-Bresson jusqu'en juillet 2010.

### Portraitiste
Sa cote ayant monté à partir de 1951, Penn exécute des photos pour des commanditaires du monde entier. Il photographie de nombreuses personnalités du XXe siècle (peintres, musiciens, danseurs, écrivains notamment) : Giorgio de Chirico, Igor Stravinsky, Julian Schnabel, Alexander Calder, George Balanchine, Truman Capote, Pablo Picasso, Yves Saint Laurent, Blaise Cendrars et sa femme, Max Ernst, Dorothea Tanning, Rudolf Noureev, Louise Bourgeois, Al Pacino, Marlène Dietrich, Colette, la duchesse de Windsor, Audrey Hepburn, Alfred Hitchcock, Jean Cocteau, Salvador Dalí, Francis Bacon, Woody Allen, Miles Davis, et a pour mannequin fétiche, juste après la guerre, Régine Destribaud, ou Lisa Fonssagrives avec qui il se mariera.
Penn publie de nombreux ouvrages. Ce sont, avant tout, Moments préservés et Des mondes dans une petite chambre qui firent beaucoup parler d'eux dans le monde européen de la photo[réf. souhaitée]. C'est ce qu'a montré en particulier la publication rétrospective de 1984, à laquelle il travailla avec John Szarkowski, et où l’enchaînement des thèmes est signifié par celui des couleurs.

## Œuvre et style
Irving Penn s'est rendu célèbre tout particulièrement pour son travail de photographe de mode, comme Richard Avedon. Mais contrairement à ce dernier, Penn ne s'est jamais intéressé à la photographie hors studio, pas même dans des lieux publics tels que la rue ou les cafés. Toute sa vie, il est resté fidèle à la photographie de studio. Les experts de son travail peuvent même savoir où a été prise la photo selon l'éclairage de celle-ci tant il se donne de conditions. La personne occupe une place majeure dans son œuvre. Pour lui, la personnalité du modèle tient une place importante dans sa photographie de mode, de sorte que ses images sont très proches du portrait.
Ses séries comme celle qu'il fait en 1948 pour une commande de Vogue, qui lui demande alors de caractériser en cinq images la mode de la 1re moitié du XXe siècle, semblent cadrées individuellement autour de la personnalité du modèle, jusqu'à ce que le relâchement de la pose et du vêtement dans ses images des années 1950 fasse presque oublier qu'il s'agit de photographies de mode, si ce n'est l'accentuation légère, mais récurrente, de l'arrière-plan. 
L'arrière-plan est la scène sur laquelle Penn fait évoluer ses modèles. Qu'il s'agisse de mode ou de portrait, il dégage toujours la personne du contexte social qui est le sien afin d'isoler et d'attirer ainsi l'attention sur ce qu'elle est vraiment. L'emploi de ce fond, toujours le même, a en réalité deux sortes d'effets, celui de mettre en valeur l'individu, de l'extraire de l'anonymat, mais aussi celui de faire ressortir le vêtement. Chaque vêtement, à partir du moment où il est présenté sur sa scène particulière, devient pour Penn objet de mode.
Irving Penn s'est également intéressé au corps nu, en particulier celui des danseurs. C'est ainsi qu'il photographie, en 1967, le San Francisco's Dancers' Workshop d'Anna Halprin dans une performance intitulée Le Bain, ou que, au cours de quatre séances de pose, en 1999, il met en scène, dans l'environnement dépouillé de son studio, Alexandra Beller, danseuse de la Bill T. Jones Dance Company.

### Prix et récompenses
- 1985 : prix Hasselblad
- 1987 : prix culturel de la Société allemande de photographie

## Expositions
Années 1990
- « Le Bain - Dancers' Workshop of San Francisco », Maison européenne de la photographie, Paris, 1997-1998

Années 2000
- « Dancer, photographs of Alexandra Beller », The Museum of Fine Arts (Houston), Whitney Museum of American Art, New York, Maison européenne de la photographie, Paris, 2001
- « Solo Exhibition », Galerie Thierry Marlat, 2002.
- « Small trades », J. Paul Getty Museum, Los Angeles, 2009[9].
- « Banquet », Galerie Thierry Marlat, 2009-2010.

Année 2010
- « Irving Penn, portraits », National Portrait Gallery, Londres, 2010[4]
- « Le Noir et Blanc légitimé », Galerie Thierry Marlat, 2011-2012.
- « Irving Penn », à l'occasion du centenaire de sa naissance[10], galeries nationales du Grand Palais, Paris, 2017-2018

Année 2020
- « Celebrating Silver », exposition collective célébrant la beauté et l'impact des tirages obtenus grâce au support de la gélatine argentique, avec des photographies, entre autres, de Richard Avedon, Irving Penn, Don McCullin, Hiro, Horst P. Horst, Jeanloup Sieff, Helmut Newton, Robert Mapplethorpe, Daido Moriyama, Herb Ritts, Albert Watson, Hamiltons Gallery, Londres, du 7 février au 9 mars 2024 [11],[12]

## Publications
Années 1980
- (en) Flowers : photographs, New York City, NY, Harmony Books, 1988, 94 p. (ISBN 978-0-517-54074-9)

Années 1990
- (en) Passage : Irving Penn Photographs, London, UK, Jonathan Cape Ltd, 1991, 300 p. (ISBN 978-0-224-03210-0)
- (en) Irving Penn Photographs. A Donation in Me, Stockholm, Suède, Moderna museet, 1995
- Le Bain : Dancers' Workshop of San Francisco (trad. de l'anglais, préf. d'Edmonde Charles-Roux), Paris, Paris Audiovisuel, 1997, 48 p. (ISBN 2-904732-83-7)
- (en) Irving Penn Photographs, London, UK, Little, Brown and Co., 1998, 192 p. (ISBN 978-0-8212-2459-5)
- (en) Irving Penn Regards the Work of Issey Miyake : Photographs 1975-1998, New York City, NY, Bulfinch Press, 1999, 160 p. (ISBN 978-0-8212-2629-2)
- Natures mortes. Photographies 1938-2000 [« Still Life »], New York, Assouline Publishing Inc., 2001, 200 p. (ISBN 978-2-84323-280-0)

Années 2000
- (en) Anne Wilkes Tucker et Silvia Wolf, Dancer, photographs of Alexandra Beller, Tucson, Nazraeli Press, 2001 (ISBN 1-59005-021-5)
- (en) Anne Wilkes Tucker, Jacques Maquet et Irving Penn, Photographs of Dahomey (1967), Houston, Museum of Fine Arts / Hatje Cantz Publishers, 2004

Années 2010
- Maria Maurice Hambourg (dir.), Jeff L. Rosenheim (dir.) et al. (trad. de l'anglais, préf. Thomas P. Campbell, édition d'origine par Metropolitan Museum of Art), Irving Penn : Le centenaire, Paris/New York, Réunion des musées nationaux et du Grand Palais des Champs-Élysées, janvier 2017, 372 p. (ISBN 978-2-7118-6440-9)